# Puerto Rondón (kommun)
Puerto Rondón är en kommun i Colombia.   Den ligger i departementet Arauca, i den nordöstra delen av landet, 400 km nordost om huvudstaden Bogotá. Antalet invånare är 3 962.